# Acabaria baladea
Acabaria baladea är en korallart som beskrevs av Manfred Grasshoff 1999. Acabaria baladea ingår i släktet Acabaria och familjen Melithaeidae. Inga underarter finns listade i Catalogue of Life.